# Schweizerische Hochschulkonferenz
Die Schweizerische Hochschulkonferenz (SHK) ist das oberste hochschulpolitische Organ in der Schweiz. Sie realisiert entsprechend der Bundesverfassung die gemeinsame Koordination im schweizerischen Hochschulwesen von Bund und Kantonen. Die SHK tagt als Plenarversammlung oder als Hochschulrat (Vertreter von 14 Kantonen). Fachkonferenzen, Ausschüsse und Kommissionen sind für spezielle Aufgaben zuständig. Die konstituierende Sitzung fand am 26. Februar 2015 statt.
Anlass der Gründung ist das Bundesgesetz über die Förderung der Hochschulen und die Koordination im schweizerischen Hochschulbereich, das am 1. Januar 2015 in Kraft trat und die Arbeitsgrundlage darstellt. Die Arbeitsteilung zwischen Bund und Kantonen, Aufgaben und Zuständigkeiten sind in der Vereinbarung zwischen dem Bund und den Kantonen über die Zusammenarbeit im Hochschulbereich
(ZSAV-HS) geregelt.
Die SHK vergibt projektgebundene Beiträge im Rahmen sogenannter SUK/SHK-Programme und Kooperations- und Innovationsprogrammen und wird für bestimmte Akkreditierungen zuständig sein.
Sie trat die Nachfolge der Schweizerischen Universitätskonferenz (SUK) an, die am 1. Januar 2001 gegründet wurde. Sie wird vom Bundesrat des Eidgenössischen Departements für Wirtschaft, Bildung und Forschung präsidiert. Beide Vizepräsidenten sind Kantonsvertreter. Im Staatssekretariat für Bildung, Forschung und Innovation (SBFI) befindet sich der Sitz der Geschäftsführung der SHK im Amt für Hochschulen.
Oberstes Organ ist die Plenarversammlung, welche Geschäfte behandelt, die die Rechte und Pflichten des Bundes und aller Hochschulkonkordatskantone betreffen. Der Hochschulrat behandelt Geschäfte, welche die Aufgaben der Hochschulträger betreffen. Die Fachkonferenz, setzt sich aus den 14 Amtschefs der im Hochschulrat einsitzenden Kantone, einer Vertreterin des Generalsekretariats der Schweizerischen Konferenz der kantonalen Erziehungsdirektoren EDK und zwei Vertretern des Staatssekretariats für Bildung, Forschung und Innovation (SBFI) zusammen. Sie hat die Aufgabe, die Geschäfte des Hochschulrats zuhanden des Präsidiums der SHK vorzubereiten.
Zwei ständige Ausschüsse (Arbeitswelt und Hochschulmedizin) sind für spezielle Gebiete zuständig, darüber hinaus können auch Kommissionen zusammengestellt werden (aktuell eine für Hochschulbauten).
Eine enge Zusammenarbeit besteht mit swissuniversities, der Rektorenkonferenz der Schweizer Hochschulen. Die Besonderheit dieser Organisationsform ergibt sich aus der Aufgaben- und Verantwortungsteilung (Subsidiarität) zwischen Bund und Kantonen, wo die einzelnen Kantone jeweils eigenständiger sind als beispielsweise die deutschen Bundesländer und mehr Verantwortung für ihre Hochschulpolitik tragen. Die Koordinierung zwischen den Kantonen und Delegierung von Aufgaben an den Bund sowie die laufende Abstimmung sind die Aufgaben dieser Konferenzen.

## Frühere Schweizerische Hochschulkonferenz 1969–2000
Bereits von 1969 bis 2000, als in der Nachfolge die Schweizerische Universitätskonferenz gegründet wurde, bestand eine Schweizerische Hochschulkonferenz Mitglieder SHK waren insbesondere Regierungsrätinnen, Regierungsräte und Rektoren der Kantone, welche die politische wie auch akademische Ebene repräsentierten.